# Comissário Europeu para os Assuntos Marítimos e as Pescas
O Comissário Europeu para os Assuntos Marítimos e as Pescas é um membro da Comissão Europeia, sendo o posto ocupado atualmente por Virginijus Sinkevičius.
O portefólio inclui políticas como a Política Comum das Pescas, que é basicamente uma competência da União Europeia mais do que dos Estados-membros. A União tem 66.000 km de linha de costa e a maior Zona Económica Exclusiva do mundo, cobrindo 25 milhões de km².

## Lista de comissários
|   | Nome                   | País     | Período   | Comissão               |
| - | ---------------------- | -------- | --------- | ---------------------- |
| 1 | Franz Fischler         | Áustria  | 1999–2004 | Comissão Prodi         |
| 2 | Sandra Kalniete        | Letônia  | 2004      | Comissão Prodi         |
| 3 | Joe Borg               | Malta    | 2004–2010 | Comissão Barroso I     |
| 4 | Maria Damanaki         | Grécia   | 2010-2014 | Comissão Barroso II    |
| 5 | Karmenu Vella          | Malta    | 2014–2019 | Comissão Juncker       |
| 6 | Virginijus Sinkevičius | Lituânia | 2019-     | Comissão Von der Leyen |